# Reinhard Mumm
Reinhard Mumm (* 25. Juli 1873 in Düsseldorf; † 25. August 1932 in Berlin) war ein deutscher Theologe und Politiker.

Reinhard Mumm

## Leben
Nach dem Abitur studierte Mumm evangelische Theologie und Volkswirtschaftslehre in Bonn, Berlin, Halle (Saale) und Utrecht. Während seines Studiums wurde er Mitglied beim Verein Deutscher Studenten Berlin, beim Verein Deutscher Studenten Bonn und beim Verein Deutscher Studenten Halle. Er stand bereits damals unter dem Einfluss der christlich-sozialen Ideen von Hofprediger Adolf Stoecker, dessen Nichte und Pflegetochter Elisabeth Kähler er später (1909) heiratete. 1897 und 1899 bestand er die kirchlichen Examina und trat im April 1900 seine berufliche Stelle als Generalsekretär der Freien Kirchlich-Sozialen Konferenz an. In dieser Position initiierte er – zusammen mit Ernst Böhme – die Gründung mehrerer konservativ-protestantischer Arbeitnehmerorganisationen, so beispielsweise des Gewerkvereins der Heimarbeiterinnen. 1903 organisierte er den (evangelischen) 1. Deutschen Arbeiterkongress in Frankfurt am Main. Neben seiner Generalsekretärstätigkeit für den Kirchlich-sozialen Bund, wie die Organisation seit 1918 hieß, war Mumm von 1923 bis 1931 evangelischer Pfarrer in Syburg und Sozialpfarrer für Westfalen. Seit 1919 war er Vorsitzender des Sozialausschusses der Preußischen Generalsynode. 1927 wurde er Vorsitzender der Evangelischen Hauptstelle gegen Schmutz und Schund. Theologisch gehörte er zur Positiven Union innerhalb der Evangelischen Kirche.
Mumm wurde 1917 die Ehrendoktorwürde der Berliner Universität verliehen. Sein Sohn Reinhard wurde ebenfalls Pfarrer.
Reinhard Mumm starb, nach langem und schwerem Leiden, am 25. August 1932 im Alter von 59 Jahren in Berlin. Die Beisetzung erfolgte auf dem Südwestkirchhof Stahnsdorf. Das Grab ist nicht erhalten.

## Parteizugehörigkeit
Mumm war im Kaiserreich Mitglied der Christlich-Sozialen Partei. 1918 beteiligte er sich an der Gründung der Deutschnationalen Volkspartei (DNVP). 1921 wurde er Vorsitzender des Evangelischen Reichsausschusses der DNVP. 1929 trat er aus Protest gegen den antisozialen Kurs Alfred Hugenbergs aus der DNVP aus und schloss sich dem Christlich-Sozialen Volksdienst (CSVD) an.

## Abgeordneter
Mumm gewann bei der Reichstagswahl 1912 den Wahlkreis Arnsberg 1 und gehörte dem Reichstag bis zum Ende des Kaiserreichs 1918 an. 1919/20 war er Mitglied der Weimarer Nationalversammlung. Anschließend war er bis 1932 erneut Reichstagsabgeordneter.
Zunächst konzentrierte er sich im Reichstag auf die Kulturpolitik. So versuchte er 1912 vergeblich, Filmtheater und Lokale, die Schallplatten abspielten, unter § 33a Gewerbeordnung (Lizenzierungspflicht) zu stellen, um die Kontrolle über deren Programme im Kampf gegen „Schmutz und Schund“ verstärken zu können. Bereits 1919 gelang es ihm, in Artikel 118 der Weimarer Reichsverfassung eine Ausnahme vom Zensurverbot für Filme durchzusetzen. Eine entsprechende Regelung gegen die „Volksverwüstung schlimmster Art“, wie Mumm freizügige Filme nannte, wurde mit dem Reichslichtspielgesetz vom 12. Mai 1920 verabschiedet. 1926 gelang ihm mit dem Gesetz zur Bewahrung der Jugend vor Schund- und Schmutzschriften, das die Literatur einer Nachzensur unterstellt, der endgültige Durchbruch in dieser Angelegenheit.
Während des Ersten Weltkriegs war Mumm, der auch dem Alldeutschen Verband angehörte, im Reichstag ein radikaler Verfechter einer auf Annexionen bedachten Kriegspolitik, die jeden Verständigungsfrieden ablehnte. Von 1921 bis 1928 war Mumm Vorsitzender des Bildungsausschusses des Reichstages. In dieser Funktion setzte er sich für die Bekenntnisschule ein.

## Schriften
- Die Polemik des Martin Chemnitz gegen das Konzil von Trient. Naumburg 1905.
- Eine eigene sozial-politische Theorie für die christlich-nationale Arbeiterbewegung. Berlin 1907.
- Die öffentliche Mission und die Presse. Berlin 1909.
- Der Christ und der Krieg. Leipzig 1916.
- Der kommende Friede. Leipzig 1918.
- Was jeder Christ von den heutigen Parteien wissen muß. 1919.
- Das Reichsschulgesetz und die Nationalversammlung. Berlin 1920.
- Margarete Behm. Die Führerin der deutschen Heimarbeiterinnen. Ein Lebensbild. Berlin 1924.
- Germanischer Glaube. Ein Wort über Christentum und Volkstum. Leipzig 1925.
- Unser Programm. Christentum – Vaterland – Volksgemeinschaft – Kaisertum. Berlin 1928.
- Die christlich-soziale Fahne empor! Ein Wort zur gegenwärtigen Lage. Siegen 1930.
- Die Familie Stoecker. In: W. Philipps: Erinnerungen an Stoecker (Anhang). Verlag „Die Reformation“[4], Berlin [1932].
- Der christlich-soziale Gedanke. Bericht über eine Lebensarbeit in schwerer Zeit. Berlin 1933 (postum).

als Herausgeber
- Adolf Stoecker: Reden im Reichstag. Friedrich Bahn, Schwerin 1914.